# Growee River
Der Growee River ist ein Fluss im Osten des australischen Bundesstaates New South Wales.

## Verlauf
Er entspringt unterhalb Hefrons Hole in der Great Dividing Range und mündet bei der Kleinstadt Bylong nördlich des Goulburn-River-Nationalparks in den Bylong River.

### Nebenflüsse mit Mündungshöhen
- Gulf Creek – 432 m
- Ginghi Creek – 374 m
- Yarramung Creek – 276 m[1]